# Cotnari
Cotnari é uma comuna romena localizada no distrito de Iaşi, na região de Moldávia. A comuna possui uma área de 103.30 km² e sua população era de 7874 habitantes segundo o censo de 2007.

## Personalidades
- Cezar Petrescu, romancista